# Valerian Abakovski
Valerian Ivanovitch Abakovski (en russe : Валериан Иванович Абаковский ; en letton : Valerians Abakovskis) né à Riga le 5 octobre 1895 et mort le 24 juillet 1921, est l’inventeur de l'Aérowagon.

## Biographie
Avant d'inventer l'aérowagon, Valerian Abakovski fut chauffeur pour la Tchéka de Tambov.

### L'Aérowagon
L'Aérowagon était un projet expérimental transport à grande vitesse : les wagons étaient équipés d'un aéromoteur et d'une hélice de traction. Ils étaient prévus à l'origine pour transporter les fonctionnaires soviétiques.

### Mort
Le 24 juillet 1921, un groupe de communistes dirigé par Fiodor Sergueïev prend l'aérowagon allant de Moscou à Toula dans le but de le tester. Abakovski faisait également partie du voyage. Lors du retour à Moscou, le wagon déraille à grande vitesse, tuant les six personnes présentes à bord. Ils sont tous enterrés à la nécropole du mur du Kremlin.